# Yell
Yell a skóciai Shetland-szigetekhez tartozó Észak-szigetek három nagy szigetének egyike. 212 km²-es területével a Mainland után a szigetcsoport második legnagyobb szigete.

## Földrajz
A sziget hosszú és változatos partvonalát crafting települések és lakatlan pusztaságok (moorland) szegélyezik. Gazdag az állatvilága: gyakran látható kis póling, északi búvár, aranylile, borjúfóka vagy vidra. A vidrák különösen kedvelik, mivel számos lapos, tőzeges part menti rész áll rendelkezésükre, ahol leásva friss vízzel ellátott üreget tudnak kialakítani. Ez azért is fontos, mert zsákmányuk nagy részét sós vízben szerzik, és édesvízre van szükségük, hogy megőrizzék bundájuk vízzáró képességét.
A környező vizekben gyakori vendég a közönséges disznódelfin, de más delfinek, illetve kardszárnyú delfin is előfordul.
A sziget települései többek között Burravoe és Cullivoe.